# Dhërmi
Dhërmi (řecky Δρυμάδες) je vesnice v jižní Albánii, jedno ze sídel Albánské riviéry. Nachází se na svahu od horského hřbetu Kanali až k Jónskému moři. Administrativně je součástí okresu Vlora. Nachází se v nadmořské výšce 200 m a žije zde přibližně 1800 obyvatel.
V roce 1682 zde byla založena první řecká škola, kterou pomohla provozovat ortodoxní církev. Na přelomu 19. a 20. století zde působily řecké školy již tři. V roce 1912 bylo město při první balkánské válce, vzhledem k tomu, že většina obyvatel byla řecká, připravena připojit obec spolu s dalšími městy v regionu k Řecku. Nakonec k tomu ale nikdy nedošlo. Řecké povstání vedl Spyros Spyromilios. Během první světové války byla také vybudována silnice po pobřeží přes Llogarský průsmyk dále na jih, která je dnes základní komunikací Albánské riviéry. 22. prosince 1940 Řecko vesnici nakrátko obsadilo.
Během existence socialistické Albánie řada obyvatel odešla do větších albánských měst. Řecké obyvatelstvo do značné míry emigrovalo do Řecka po roce 1991.
Ve 21. století je dominantním odvětvím turistika, která umožnila rozvoj sídla. Na pobřeží se nachází řada pláží a kempů.

## Památky
- Přístav Grammata
- Pirátská jeskyně
- Přístav Gjipe
- Kostel Panny Marie
- Klášter Panagia (Stavridis)
- Kostel sv. Štěpána
- Kostel sv. Ondřeje